# Premierzy Saint Lucia

## Kolonia (1960–1967)
| # | Imię i Nazwisko            | Portret | Kadencja        | Kadencja      | Partia polityczna | Partia polityczna |
| # | Imię i Nazwisko            | Portret | Od              | Do            | Partia polityczna | Partia polityczna |
| - | -------------------------- | ------- | --------------- | ------------- | ----------------- | ----------------- |
| 1 | George Charles (1916-2004) |         | 1 stycznia 1960 | kwiecień 1964 |                   | SLP               |
| 2 | John Compton (1925-2007)   |         | kwiecień 1964   | 1 marca 1967  |                   | UWP               |

## Autonomia (1967–1979)
| # | Imię i Nazwisko          | Portret | Kadencja     | Kadencja       | Partia polityczna | Partia polityczna |
| # | Imię i Nazwisko          | Portret | Od           | Do             | Partia polityczna | Partia polityczna |
| - | ------------------------ | ------- | ------------ | -------------- | ----------------- | ----------------- |
| 1 | John Compton (1925-2007) |         | 1 marca 1967 | 22 lutego 1979 |                   | UWP               |

## Niepodległe państwo (od 1979)

### Legenda
tymczasowo
| #   | Imię i Nazwisko            | Portret | Kadencja          | Kadencja          | Partia polityczna | Partia polityczna |
| #   | Imię i Nazwisko            | Portret | Od                | Do                | Partia polityczna | Partia polityczna |
| --- | -------------------------- | ------- | ----------------- | ----------------- | ----------------- | ----------------- |
| 1   | John Compton (1925-2007)   |         | 22 lutego 1979    | 2 lipca 1979      |                   | UWP               |
| 2   | Allan Louisy (1916-2011)   |         | 2 lipca 1979      | 4 maja 1981       |                   | SLP               |
| 3   | Winston Cenac (1925-2004)  |         | 4 maja 1981       | 17 stycznia 1982  |                   | SLP               |
| -   | Michael Pilgrim (ur. 1947) |         | 17 stycznia 1982  | 3 maja 1982       |                   | PLP               |
| (1) | John Compton (1925-2007)   |         | 3 maja 1982       | 2 kwietnia 1996   |                   | UWP               |
| 4   | Vaughan Lewis (ur. 1940)   |         | 2 kwietnia 1996   | 24 maja 1997      |                   | UWP               |
| 5   | Kenny Anthony (ur. 1951)   |         | 24 maja 1997      | 11 grudnia 2006   |                   | SLP               |
| (1) | John Compton (1925-2007)   |         | 11 grudnia 2006   | 7 września 2007   |                   | UWP               |
| 6   | Stephenson King (ur. 1958) |         | 7 września 2007   | 30 listopada 2011 |                   | UWP               |
| (5) | Kenny Anthony (ur. 1951)   |         | 30 listopada 2011 | 7 czerwca 2016    |                   | SLP               |
| 7   | Allen Chastanet (ur. 1960) |         | 7 czerwca 2016    | 28 lipca 2021     |                   | UWP               |
| 8   | Philip Pierre (ur. 1954)   |         | 28 lipca 2021     | nadal             |                   | SLP               |